# Fournoulès
Fournoulès – miejscowość i dawna gmina we Francji, w regionie Owernia-Rodan-Alpy, w departamencie Cantal. W dniu 1 stycznia 2016 roku z połączenia dwóch ówczesnych gmin – Fournoulès oraz Saint-Constant – utworzono nową gminę Saint-Constant-Fournoulès. W 2013 roku populacja Fournoulès wynosiła 65 mieszkańców. 